# شرکت رد بول

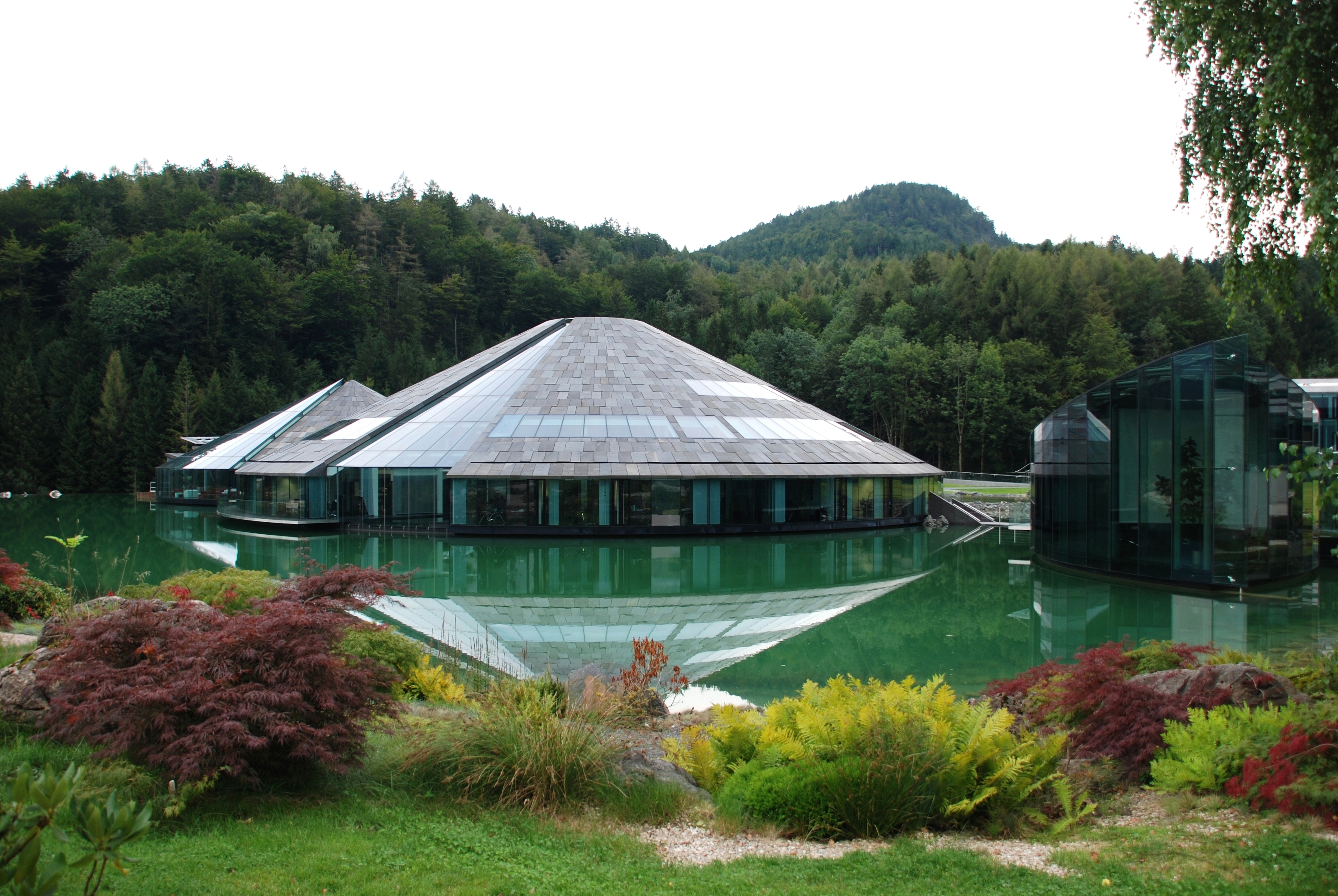
ساختمان مرکزی شرکت رد بول

شرکت رد بول (به انگلیسی: Red Bull GmbH) شرکت نوشیدنی اتریشی است، که در زمینه تولید محصول ردبول و نیز سایر نوشابه‌های انرژی‌زا فعالیت می‌کند. این شرکت همچنین دارای فعالیت گسترده‌ای در مسابقات اتومبیل‌رانی فرمول یک می‌باشد و دارای چندین باشگاه ورزشی در کشورهای مختلف است، همچنین به‌عنوان حامی مالی در ورزش‌های مخاطره‌آمیز نیز فعالیت می‌نماید.
شرکت رد بول در سال ۱۹۸۴ با مشارکت کارآفرین اتریشی؛ دیتریش ماتسیتس و بازرگان تایلندی؛ شالیو یوویدیا راه‌اندازی شد و در حال حاضر محصولات خود را به ۱۶۱ کشور جهان عرضه می‌دارد.
دفتر مرکزی این شرکت در شهر فوشل ام سی، اتریش قرار دارد و دفتر بین‌المللی آن نیز در تایلند مستقر می‌باشد. شرکت رد بول هم‌اکنون مالک تیم مسابقه ردبول، باشگاه فوتبال نیویورک رد بولز، باشگاه فوتبال ردبول سالزبورگ و باشگاه فوتبال لایپزیگ و اسکودریارتورو روسو به‌شمار می‌آید.